# 모용회
모용회(慕容會, ? ~ 397년)는 중국 오호 십육국 시대 후연(後燕)의 제2대 황제인 모용보(慕容寶)의 아들이다.

## 생애
모용보(慕容寶)의 차남으로 청하왕(清河王)에 봉해졌으며, 모용수(慕容垂)의 총애를 받아 모용보가 북벌을 실시할 당시 모용수의 명으로 황태자(皇太子)의 대우를 받으며 동궁(東宮)을 관장하였다.
이후 396년 모용수가 사망할 당시 모용회를 다음 대의 황태자로 지목했으나, 모용보는 모용회를 꺼려해 장남인 모용성(慕容盛)과 삼남인 모용책(慕容策) 중 황태자를 세우려 했다. 모용성 또한 모용회를 견제해 모용책에게 황태자를 양보했으며, 결국 모용책이 황태자가 되자 모용회는 분노하였다.
그 뒤 397년 모용보가 계(薊)에서 북위(北魏)에 패배한 뒤 모용상(慕容詳)이 중산(中山)에서 스스로 후연의 황제를 자칭하자 모용보는 황룡(黃龍)으로 피신했으며, 용성(龍城)에 주둔하던 모용회는 군사를 이끌고 북위의 군사를 격파하였다. 하지만 모용회는 점차 거만하게 행동했으며 이에 모용농(慕容農)과 모용륭(慕容隆)으로부터 훈계를 들었고, 모용보는 모용회의 군사를 거두어 모용농과 모용륭에게 배속시켰다. 이에 모용회는 격노하여 모용농과 모용륭을 암살하고자 자객을 보냈으며, 모용륭은 살해되었으나 모용농은 자객인 구니귀(仇尼歸)를 포획한 뒤 모용보에게로 도망쳤다.
이후 모용회는 모용농과 모용륭이 반역을 꾀했다는 거짓 보고를 하였으나, 모용농으로부터 사정을 파악한 모용보는 모용회를 불러들인 뒤 바로 살해하려 하였다. 하지만 모용회는 도주한 뒤 자신의 세력을 이끌고 용성에 머물던 모용보를 포위했으며, 녹상서사(錄尙書事) 및 황태자를 자칭하며 모용보에게 사자를 보내어 모용농과 모용성을 사형시키고 자신을 태자로 책봉할 것을 요구하였으나 거절당했다.
그 뒤 모용회는 모용보와의 결전에서 패배했으며, 고운(高雲)의 공격을 받은 뒤 중산의 모용상에게로 피신했으나 모용상에게 붙잡혀 살해당했다.